# Alyzia
Alyzia (in greco Αλυζία?) è un ex comune della Grecia nella periferia della Grecia Occidentale (unità periferica dell'Etolia-Acarnania) con 3.759 abitanti secondo i dati del censimento 2001.
È stato soppresso a seguito della riforma amministrativa, detta Programma Callicrate, in vigore dal gennaio 2011 ed è ora compreso nel comune di Xiromero.

## Località
Alyzia è suddiviso nelle seguenti comunità (i nomi dei villaggi tra parentesi):
- Kandila
- Archontochori (Archontochori, Agios Athanasios, Paliovarka)
- Varnakas
- Mytikas
- Panagoula